# Circuit intégré 4060

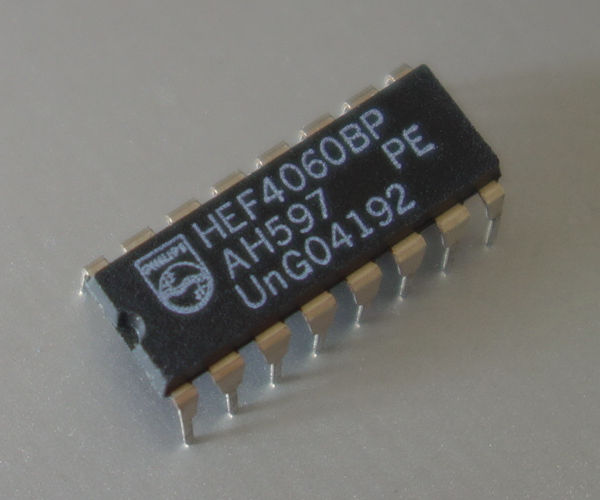
Circuit intégré CMOS 4060 (DIP16)

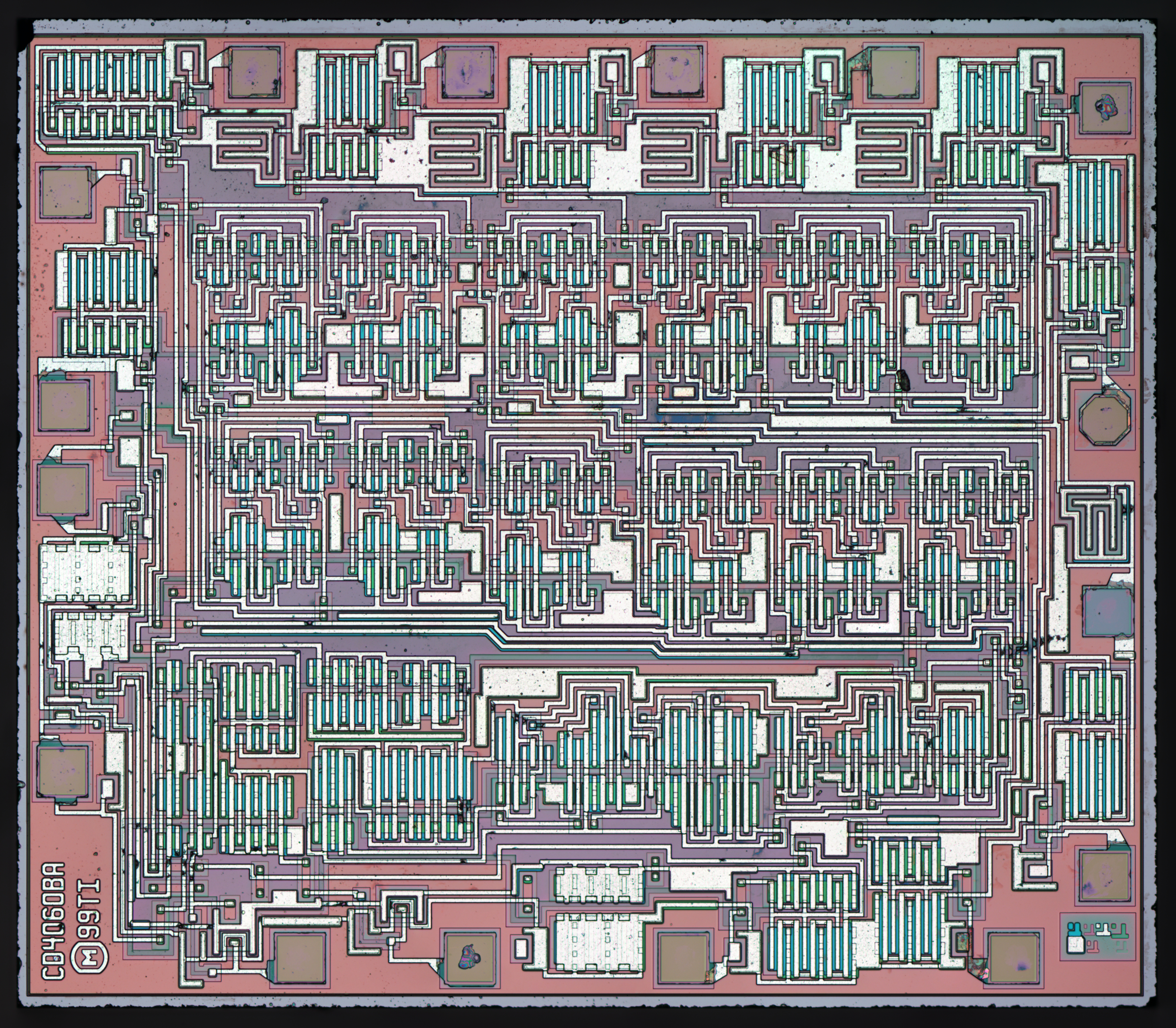
Die d'un 4060 (Texas Instruments CD4060BE)

Le circuit intégré 4060, fait partie de la série des circuits intégrés 4000 utilisant la technique CMOS.
Il est composé d'un compteur binaire asynchrone à 14 étages et d'un circuit permettant la réalisation d'un oscillateur RC ou d'un oscillateur à quartz destiné à cadencer le compteur.

## Description

### Diagramme
Chacun des 14 étages du compteur est constitué d'une bascule T (toggle) commandée par une paire de signaux d'entrée complémentaires ϕ et non ϕ. Les sorties Q et non Q de la bascule changent d'état à chaque front descendant sur l'entrée ϕ (correspondant à un front montant sur l'entrée non ϕ). Un état bas sur l'entrée non R force la remise à zéro de la bascule (sortie Q à l'état bas et sortie non Q à l'état haut).
Toutes les sorties du compteur ne sont pas accessibles (Q1 à Q3 et Q11 ne figurent pas parmi les broches de sortie).
Le circuit qui précède le compteur expose trois broches qui sont destinées, soit à être connectées aux composants externes de l'oscillateur, soit à recevoir (sur l'entrée ϕI) un signal issu d'un autre circuit.
Le signal logique sortant par la broche ϕO de l'oscillateur est appliqué à l'entrée du compteur au travers d'un trigger de Schmitt dont l'hystéréris garantit une immunité au bruit lors des transitions lentes du signal.
Un état haut appliqué sur l'entrée RESET force la mise à zéro générale du circuit.

### Entrées
L'entrée ϕI (Clock Input), également nommée RS par certains constructeurs, reçoit le signal analogique dont on souhaite compter les fronts descendants (relativement aux niveaux logiques). Lorsqu'on met en œuvre un oscillateur RC, on y injecte le signal issu de la cellule RC au travers d'une résistance de limitation du courant. Lorsqu'on met en œuvre un oscillateur Pierce à quartz, on y connecte la borne de sortie du quartz. Lorsqu'on n'utilise pas l'oscillateur intégré, on y connecte la source du signal extérieur.
L'entrée RESET, également nommée MR (Master Reset) ou R par certains constructeurs, sert à réinitiliser l'ensemble du circuit. Tant qu'on y applique un niveau logique haut, l'oscillateur est maintenu à l'arrêt et les sorties du compteur sont forcées à zéro (la sortie ϕO et les sorties du compteur sont portées au niveau bas et la sortie non ϕO est portée au niveau haut).
Chacune de ces entrées présente un circuit de protection contre les surtensions et les décharges électrostatiques (ESD) constitué de diodes et d'une résistance.

### Sorties
Les sorties Q4 à Q10 et Q12 à Q14, également nommées  O3 à O9 et O11 à O13 par certains constructeurs, présentent les états logiques des bits b3 à b9 et b11 à b13 du compteur binaire (correspondant respectivement aux poids 23 à 29 et 211 à 213).
La sortie ϕO (Clock Output), également nommée CTC ou CEXT par certains constructeurs, produit le niveau logique correspondant à la tension appliquée sur l'entrée ϕI, ou bien un niveau logique bas si l'entrée RESET est portée à l'état haut. Lorsqu'on met en œuvre un oscillateur RC, on y connecte le condensateur de la cellule RC.
La sortie non ϕO, également nommée RTC ou REXT par certains constructeurs, produit le niveau logique complémentaire de la sortie ϕO. Lorsqu'on met en œuvre un oscillateur RC, on y connecte la résistance de la cellule RC. Lorsqu'on met en œuvre un oscillateur Pierce à quartz, le signal issu de cette sortie est envoyé à la borne d'entrée du quartz au travers d'une résistance de limitation du courant.

## Table de vérité
| Entrées | Entrées | Sorties | Sorties | Sorties                    |
| ϕI      | RESET   | non ϕO  | ϕO      | Q14 à Q12, Q10 à Q4        |
| ------- | ------- | ------- | ------- | -------------------------- |
| x       | 1       | 1       | 0       | 000, 0000000               |
| 0       | 0       | 1       | 0       | Inchangées                 |
| ↑       | 0       | ↓       | ↑       | Inchangées                 |
| 1       | 0       | 0       | 1       | Inchangées                 |
| ↓       | 0       | ↑       | ↓       | Incrémentation du compteur |

| Notes : |
| --- |
| 0 = niveau logique bas 1 = niveau logique haut x = sans importance ↑ = front montant (transition bas → haut) ↓ = front descendant (transition haut → bas) |

## Brochage

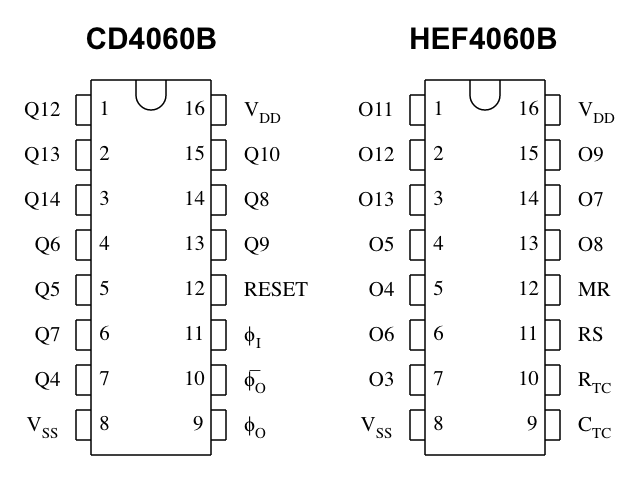
Brochage du circuit logique CMOS 4060 (d'après la documentation du CD4060B d'Intersil et du HEF4011B de Philips). Bien que la fonction réalisée et le brochage restent identiques, le nom des broches présenté dans la documentation peut varier d'un constructeur à l'autre. En particulier, la numérotation des sorties peut faire référence au nombre d'étages du compteur (1 à 14) utilisés pour produire les signaux, ou bien au numéro du bit (0 à 13) dans le nombre binaire représentant l'état du compteur.

## Applications

### Montage de l'oscillateur
La tension UX en sortie de la cellule RC varie dans une plage allant de -VDD/2 à 2VDD environ, de sorte qu'elle est clampée au niveau de l'entrée ϕI par les diodes du réseau de protection de cette dernière. Cela justifie l'ajout de la résistance de limitation RS.

Le premier front descendant sur la sortie ϕO survient environ 1,4.RXCX après l'apparition du niveau bas sur l'entrée RESET, puis la période d'oscillation s'établit à environ 2,2.RXCX.

En bas, chronogramme du cycle complet du compteur.

### Utilisations
Le circuit 4060 est notamment utilisé :
- pour produire des signaux carrés périodiques à basse ou très basse fréquence ;
- pour réaliser des temporisations de longue durée.

En effet, les 14 étages du compteur permettent d'obtenir des signaux dont la fréquence est jusqu'à 16 384 fois (214 fois) plus faible que la fréquence de l'oscillateur, ou des impulsions dont la durée est jusqu'à 8 192 fois (214-1 fois) plus longue que la période de ce dernier. Cette particularité permet de repousser de plusieurs ordres de grandeur les limites imposées par les contraintes techniques dans la réalisation de bases de temps de longue durée. (À ce titre, dans le domaine des très basses fréquences, le circuit 4060 peut avantageusement remplacer des multivibrateurs astables ou monostables classiques tels que les circuits de type 555. Le 4060 peut produire des périodes ou des délais de l'ordre de plusieurs heures à plusieurs jours quand, dans les mêmes conditions de précision et de répétabilité, un 555 atteint difficilement la minute.)
Par exemple, la mise en œuvre du 4060 avec un oscillateur basé sur un quartz horloger de 32 768 Hz permet de générer un signal carré de fréquence 2 Hz très précise (<±40 ppm sans ajustement), disponible sur la sortie Q14.

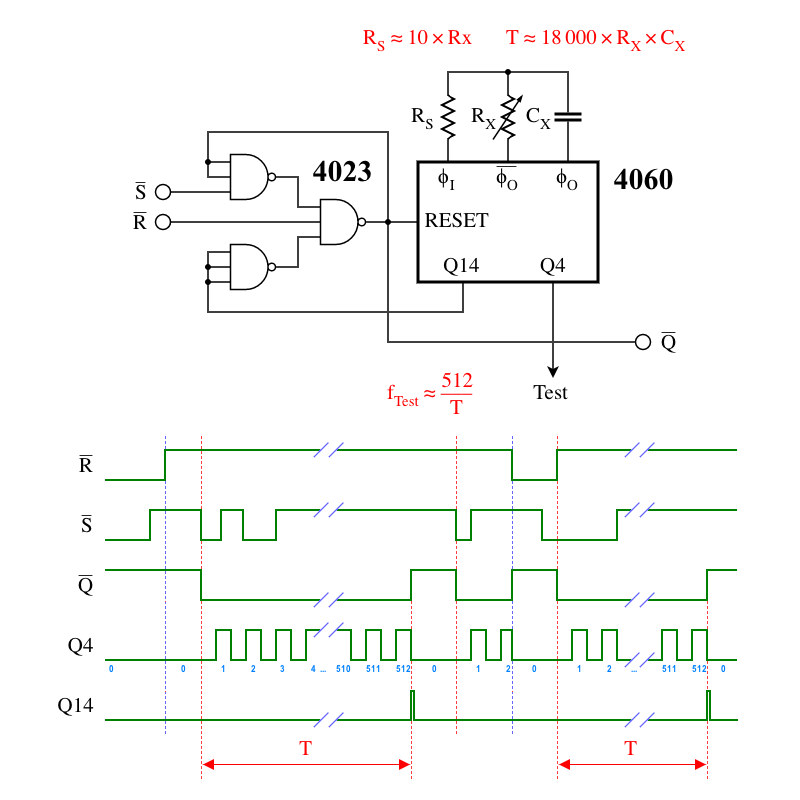
Exemple d'application du circuit CMOS 4060 : monostable non redéclenchable avec remise à zéro prioritaire (schéma, formules et chronogramme).
Dans tous les cas, un état bas sur l'entrée force la réinitialisation du monostable, portant la sortie à l'état haut.
Un état bas sur l'entrée démarre la temporisation, portant la sortie à l'état bas. La sortie retourne à l'état haut à la fin de la temporisation. (Il est nécessaire que l'entrée retourne à l'état haut avant la fin de la temporisation si l'on ne souhaite pas redémarrer cette dernière.)
La durée T de la temporisation est réglée à l'aide de la résistance variable R_{X}. Pour les très longues durées, ce réglage peut être réalisé en mesurant la fréquence ou la période du signal produit sur la sortie Q4 du compteur.